# Morphostenophanes
Morphostenophanes (лат.) — род жуков-чернотелок подсемейства Stenochiinae (Tenebrionidae).

## Распространение
Юго-Восточная Азия: Вьетнам, Китай, Мьянма, Таиланд.

## Описание
Мелкие и среднего размера жесткокрылые, как правило, с тёмной окраской тела. Бескрыле жуки со сросшимися надкрыльями. Длина вытянутого и стройного тела составляет от 12 до 27 мм. Голова гипогнатная, уже пронотума. Клипеус поперечный, почти гексагональный. Жвалы у большинства видов двузубчатые.

## Классификация
Около 30 видов. Род был впервые выделен в 1925 году французским колеоптерологом Морисом Пиком (1866—1957) по типовому виду Morphostenophanes aenescens Pic, 1925, найденному в Китае. Включён в трибу Cnodalonini из подсемейства Stenochiinae, в составе которых он ближе всего к американским родам Hegemona и Saziches.
- Morphostenophanes aenescens Pic, 1925[2]
- Morphostenophanes atavus (Kaszab, 1960)[4]
- Morphostenophanes bannaensis Zhou, 2020
- Morphostenophanes birmanicus (Kaszab, 1980)[5]
- Morphostenophanes brevigaster Zhou, 2020
- Morphostenophanes chongli Zhou, 2020
- Morphostenophanes crassus Zhou, 2020
- Morphostenophanes cuproviridis  Gao & Ren, 2009
- Morphostenophanes curvitibialis Zhou, 2020
- Morphostenophanes elegantulus Masumoto & Bečvář, 2008
- Morphostenophanes furvus Zhou, 2020
- Morphostenophanes gaoligongensis  Zhou, 2020
- Morphostenophanes iridescens  Zhou, 2020
- Morphostenophanes jendeki Masumoto, 1998
- Morphostenophanes lincangensis  Zhou, 2020
- Morphostenophanes linglong Zhou, 2020
- Morphostenophanes luoxiaoshanus Zhou, 2020
- Morphostenophanes metallicus  Zhou, 2020
- Morphostenophanes minor Zhou, 2020
- Morphostenophanes papillatus Kaszab, 1941[6]
- Morphostenophanes planus Zhou, 2020
- Morphostenophanes purpurascens Zhou, 2020
- Morphostenophanes sinicus Zhou, 2020
- Morphostenophanes tanikadoi Masumoto, 1998
- Morphostenophanes tuberculatus Gao & Ren, 2009
- Morphostenophanes vietnamicus Kaszab, 1980[5]
- Morphostenophanes yunnanus Zhou, 2020
- другие